# Хилой
Хилой — покинутый аул в Галанчожском районе Чеченской Республики. Входит Хайбахское сельское поселение.

## География
Аул расположен на правом берегу реки Гехи, к юго-востоку от районного центра Галанчож.
Ближайшие населённые пункты: на северо-востоке — Кейчу, на северо-западе — Хайбах и Тестерхой, на юго-востоке — Пешхой и Джанайхой, на юге — Бара, на юго-западе — Никарой.

## История
Аул Хилой ликвидирован в 1944 году во время выселения чеченцев. После восстановления Чечено-Ингушской АССР чеченскому населению было запрещено возвращаться в свои исконные районы: Галанчожский, Шатойский и Итум-Калинский.